# 향수: 어느 살인자의 이야기
《향수: 어느 살인자의 이야기》(영어: Perfume: The Story of a Murderer)는 2006년에 개봉한 원작 소설을 영화화한 작품이다.

## 줄거리
영화는 악명 높은 살인자 장바티스트 그르누이의 선고 장면으로 시작된다. 그의 삶의 이야기는 플래시백으로 전개된다. 그는 어머니가 곧 교수형당하는 어시장에서 태어나 버려진 것으로 묘사된다. 고아원에서 자란 그르누이는 초인적인 후각을 지닌 이상하게 무심한 소년으로 성장한다. 무두장이 견습생으로 성인이 된 그는 파리에 첫 배달을 가고, 그곳에서 모든 새로운 향기에 도취된다. 그는 특히 노란 자두를 파는 빨간 머리 소녀에게 매료되어 그녀를 따라가 냄새를 맡으려 하지만, 그의 행동으로 인해 그녀를 놀라게 한다. 그녀가 소리를 지르지 못하게 하려고 그는 그녀의 입을 막고 의도치 않게 그녀를 질식시킨다. 그녀가 죽었다는 것을 깨달은 후, 그는 그녀의 옷을 벗기고 온몸에서 냄새를 맡으며, 그녀의 향기가 사라지자 괴로워한다. 그 후, 그는 그녀의 향기를 재현하려는 욕망에 사로잡힌다.
향수 가게에 배달을 갔을 때, 그르누이는 이탈리아 주인 주세페 발디니를 향수를 만드는 능력으로 놀라게 한다. 그는 새로운 조리법으로 향수 제조사의 경력을 되살리며, 발디니에게 향기를 보존하는 방법을 가르쳐 달라고만 요구한다. 발디니는 모든 향수가 열두 가지 향기의 조화이며, 이론적인 열세 번째 향기를 포함할 수 있다고 설명한다. 그르누이는 발디니의 증류 방법이 모든 사물(또는 사람)의 향기를 포착하지 못한다는 것을 알고 슬퍼한다. 발디니는 그르누이에게 그라스에 있는 또 다른 방법을 알려주고, 100가지 새로운 향수 조리법과 교환하여 도제 문서를 제공한다. 그러나 그르누이가 떠나자마자 발디니는 흔들리는 아파트 건물이 그와 함께 무너지면서 사망한다. 그라스로 가는 길에 그르누이는 사회에서 자신을 고립시키기로 결정하고 동굴에 피신한다. 이 기간 동안 그는 자신에게 체취가 없다는 것을 발견하고, 이것이 그가 다른 사람들에게 이상하거나 불쾌하게 여겨지는 이유라고 생각한다. 자신의 탐구를 계속하기로 결정한 그는 동굴을 떠난다.
그라스에 도착한 그는 부유한 앙투안 리슈의 빨간 머리 딸 로르 리슈의 향기를 맡고 그녀가 자신의 "열세 번째 향기", 즉 자신의 향수의 핵심이 될 것이라고 결정한다. 그는 일자리를 찾고 앙플뢰라주 방식을 배운다. 그는 먼저 젊은 여성을 살해하고 뜨거운 앙플뢰라주를 사용하여 그녀의 향기를 추출하려 시도하지만 실패한다. 그는 살해한 매춘부에게 차가운 앙플뢰라주를 시도하고 그녀의 향기를 성공적으로 보존한다. 자신의 방법을 완성한 그는 젊은 여성들을 표적으로 삼아 그들의 향기를 포획하는 연쇄 살인을 시작한다. 그는 그들의 벌거벗은 시신을 도시 곳곳에 버려 공포를 조성한다. 처음 열두 가지 향기를 보존한 후, 그는 로르에 대한 공격을 계획한다. 딸의 안전을 걱정한 리슈는 딸과 함께 도시를 탈출하지만, 그르누이는 해변 여관까지 그녀의 향기를 추적하여 리슈가 잠든 동안 그녀를 살해한다.
병사들은 그르누이가 향수를 완성한 직후 그를 붙잡는다. 사형 집행일, 그는 자신에게 향수를 뿌린다. 사형 집행자와 군중은 그 황홀한 향기에 말을 잃는다. 그들은 그르누이를 무죄라고 선언한 후 대규모 난교에 빠져든다. 리슈는 칼을 들고 그에게 다가가지만, 향기에 압도되어 그르누이를 아들처럼 포옹한다. 무사히 그라스를 빠져나온 그르누이는 세상을 지배할 만큼 충분한 향수를 가지고 있지만, 그것이 평범한 사람처럼 사랑하거나 사랑받는 데 도움이 될 수 없다는 것을 발견한다. 목표 없는 탐구에 환멸을 느낀 그는 자신이 태어난 파리 어시장으로 돌아와 남은 향수를 머리 위에 붓는다. 향기에 압도된 근처 군중은 그를 게걸스럽게 먹어치운다. 다음 날 아침, 남은 것은 그의 옷과 향수병뿐이었고, 그 병에서 마지막 한 방울이 떨어진다.

## 한국판 성우진(KBS) (2008년 3월 16일)
- 양석정 - 그루누이(벤 위쇼)
- 배한성 - 발디니(더스틴 호프만)
- 이호인 - 리시(앨런 릭맨)
- 서지연 - 로라(레이첼 허드 우드)
- 고재균 - 해설(존 허트)
- 김익태 - 경찰청장(토비 하퍼)
- 윤기황 - 몽테스키 후작(해리스 고든) / 의원
- 김태웅 - 발디니의 조수(티모시 데이비스) / 마을 상인 / 의원
- 송덕희 - 갈라드(시안 토마스)
- 김소형 - 드뤼오(폴 베론도) / 주교(데이비드 캘더) / 일꾼 / 의원 / 마을 사람
- 사성웅 - 일꾼(라몬 푸졸) / 마을 사람
- 안용욱 - 그리스인(토마스 레녹스)
- 송정희 - 아르뉠피(코리나 하르포우흐)
- 은정 - 자두 파는 여자(카롤리네 헤르푸르트) / 마을 사람

## 같이 보기
- 독일 영화